# Gertie Millar
Gertie Millar, nata Gertrude Millar, nome da sposata Gertrude Ward, contessa di Dudley (Manningham, 21 febbraio 1879 – Chiddingford, 25 aprile 1952), è stata un'attrice e cantante inglese.

## Biografia

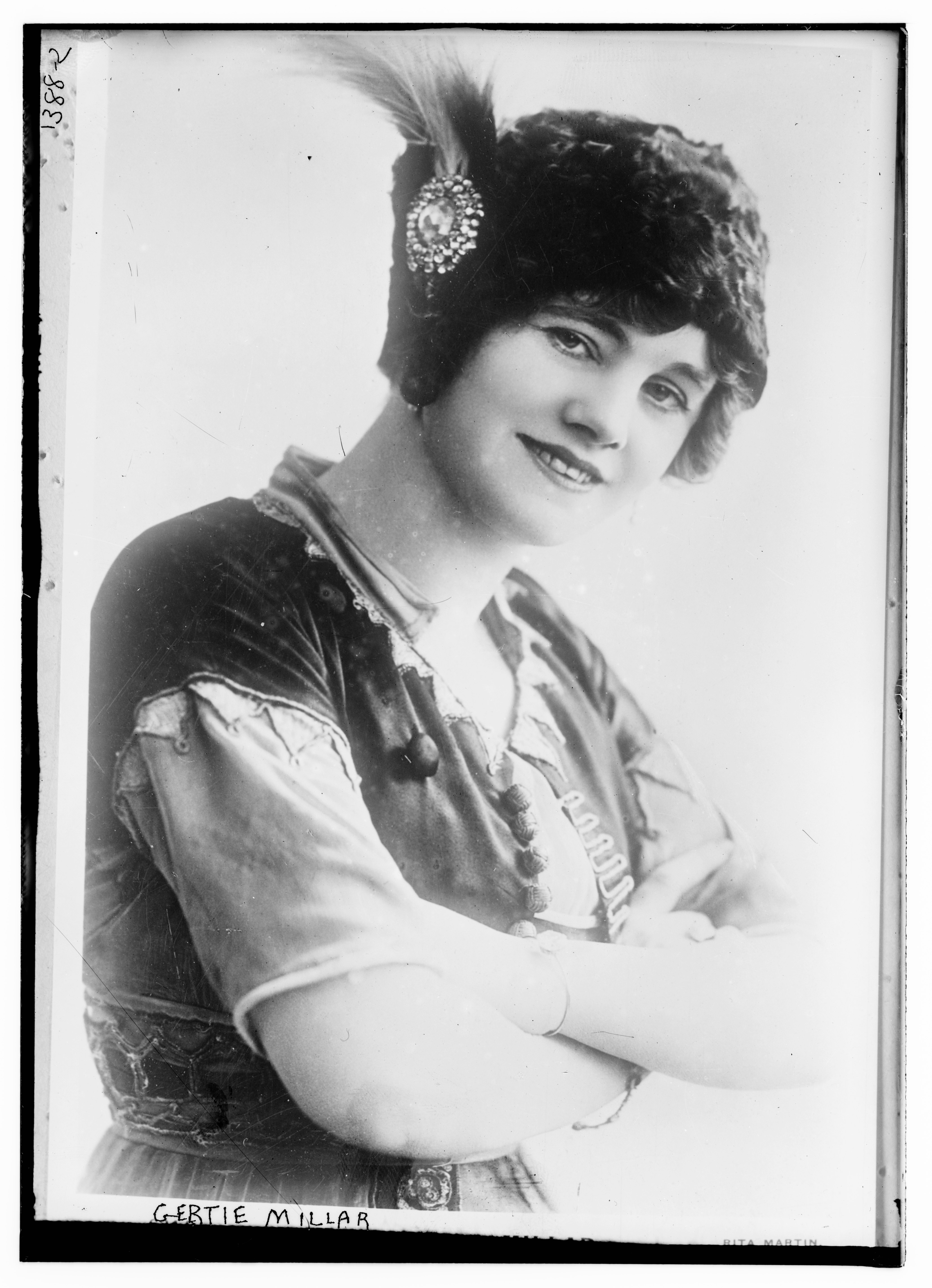
Gertie Millar nel 1900.

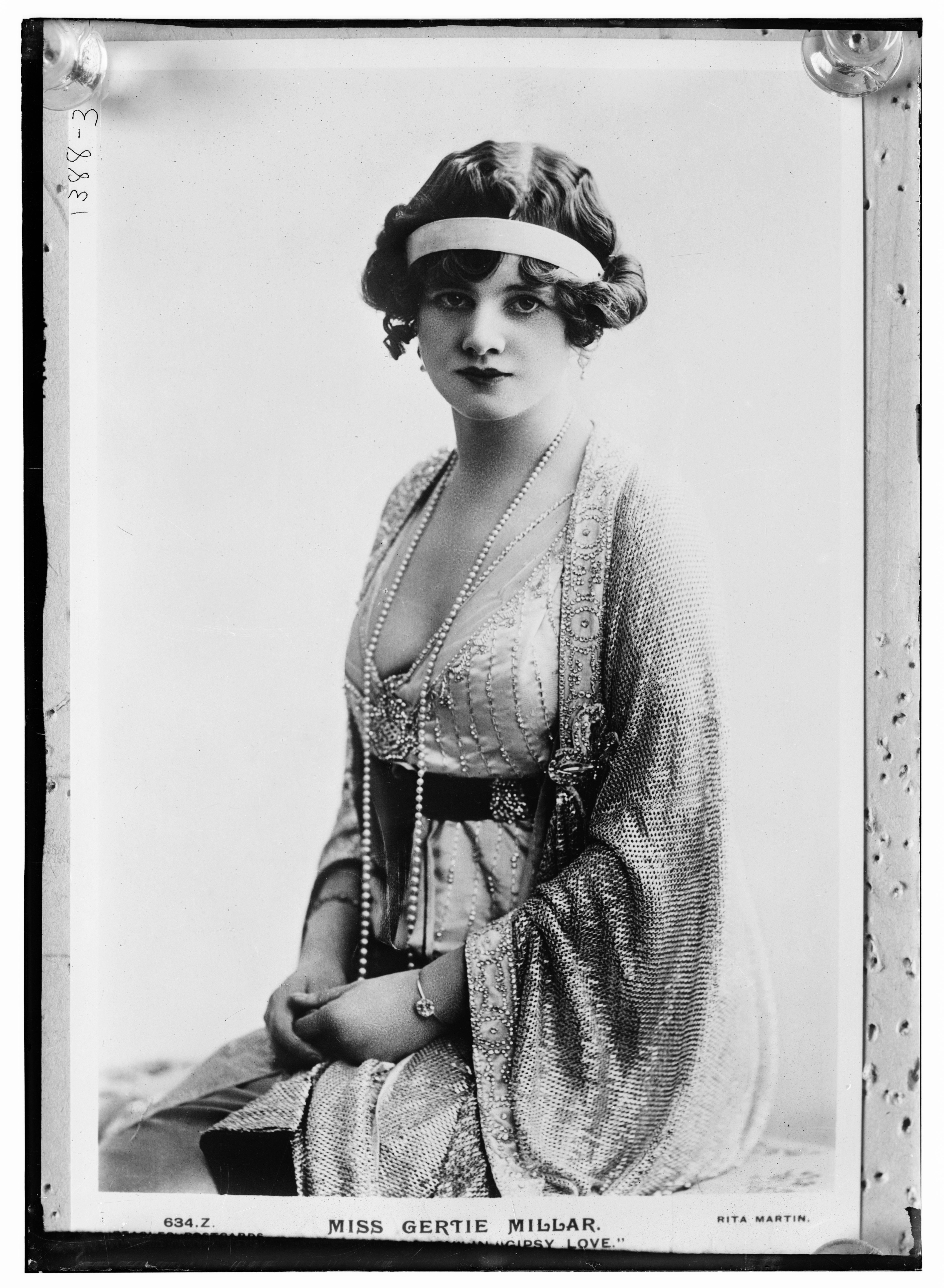
Gertie Millar nel 1900.

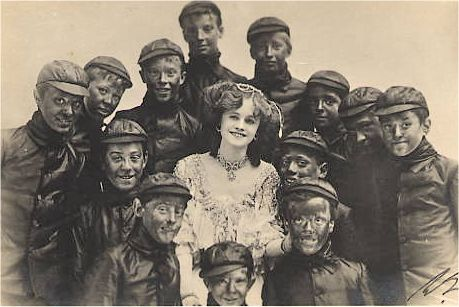
Gertie Millar in The Orchid, 1903.

Gertie Millar è nata il 20 febbraio 1879 a Manningham, Bradford, con il nome di Gertrude Miller.
Esordì giovanissima in uno spettacolo per bambini, fu la stella delle operette e della commedia musicale nel periodo edoardiano.
La sua carriera iniziale coincise con l'ascesa di questa nuova forma di intrattenimento sostenuta da George Edwardes, il manager del Gaiety Theatre di Londra e dei Teatri di Daly.
Dal 1901 al 1910 Gertie Millar è stata una primadonna del Gaiety Theatre di Londra, recitando in una serie di musical composti per lei dalla coppia formata dal marito, Lionel Monckton,ex avvocato e critico teatrale, e Ivan Caryll.
Le sue interpretazioni teatrali includono: Lily nella commedia Babes in the Wood (St James's Theatre, Manchester, 1892); Phyllis Crosby nella commedia musicale A Game of Cards (Shodfriars Hall, Boston, 1897); Dora in The New Barmaid (tour nel Regno Unito, 1898); The Silver Lining (tour nel Regno Unito, 1898); Sadie Pinkhose in The Lady Detective (tour nel Regno Unito, 1898); Dandini in Cenerentola (Grand Theatre, Fulham, Londra, 1899); Isabel Blyth nel musical The Messenger Boy (Gaiety Theatre Tour, 1900); damigella d'onore Cora in The Toreador con 675 repliche (Gaiety Theatre Tour, 1901); Violet Anstruther in The Orchid (Gaiety Theatre, 1903); Rosalie in The Spring Chicken (Gaiety Theatre, 1905); Lally in The New Aladdin (Gaiety Theatre, 1906); Mitzi, figlia del locandiere in The Girls of Gottenberg (Gaiety Theatre, 1907 e Broadway nel 1908); Franzi in A Waltz dream (Hicks Theater, 1908); Mary Gibbs in Our Miss Gibbs (Gaiety Theatre, 1909); Prudence Pym in The Quaker Girl (Teatro Adelphi, Londra, 1910); Lady Babby nell'operetta Gipsy Love (Daly's Theatre, 1912); Nancy Joyce in The Dancing Mistress (Adelphi, 1912); The Marriage Market (Daly's, 1912); Nan in The Country Girl (Daly's, 1914);  con la diffusione della rivista, Millar apparve al Palace Theatre nelle opere di Monckton, Bric a Brac (1915); Houp-La (1916); Airs and Graces (1917) e Flora (1918).
Tra le canzoni che la resero celebre si possono menzionare Keep Off the Grass, da The Toreador (1901), Berlin Is On The Spree, da The Girls of Gottenberg (1907) e Moonstruck da Our Miss Gibbs (1909), invece tra le sue interpretazioni ricordiamo Our Miss Gibbs (1909), The Quaker Girl (1910), The House of Bondage (1914).
Millar continuò ad esibirsi durante la prima guerra mondiale e si ritirò dal palcoscenico nel 1918.
Edwardes era morto tre anni prima, lo stile di Monckton non brillava più come in passato e Millar era considerata una stella del precedente periodo edoardiano, e nuove stelle stavano emergendo per soddisfare i nuovi gusti della generazione del dopoguerra.
Il suo matrimonio con Monckton non fu felice e lei chiese anche il divorzio, ma Lionel si rifiutò di concederglielo, e solamente dopo la morte di Monckton nel 1924, si risposò con William Humble Ward, secondo conte di Dudley, diventando la contessa di Dudley.
Gertie Millar morì il 25 aprile 1952 a Chiddingford, in Inghilterra.